# Післязародковий розвиток

Постембріональний розвиток голови людини.

Постембріональний розвиток (від лат. post — після і грецького έμβρυο — зародок) або ж післязародковий розвиток — період індивідуального розвитку (онтогенезу) організму, що починається після зародкового розвитку виходом зародка з яйцевих або зародкових оболонок і закінчується статевим дозріванням і припиненням росту. 
Розрізняють два види постембріонального розвитку: прямий, коли виходить організм, подібний до дорослого наприклад у птахів, ссавців, і непрямий — утворюється личинка, яка перетворюється безпосередньо на дорослу особину або через метаморфоз як наприклад у комах. 
Постембріональний розвиток характеризується рядом пристосувань, необхідних для захисту від ворогів, активного добування їжі тощо, які іноді зберігаються протягом усього життя або тільки під час постембріонального розвитку — так звані провізорні органи. В постембріональному періоді організм веде самостійний спосіб життя, продовжується його ріст, органогенез, гістогенез, ускладнюються різноманітні функції організму тощо.